# Serrat del Bruguetar
El Serrat del Bruguetar és una serra situada entre els municipis de Sant Martí de Llémena a la comarca del Gironès, amb una elevació màxima de 788 metres.